# Nashville Soccer Club
El Nashville Soccer Club és un club de futbol dels Estats Units amb seu a la ciutat de Nashville, Tennessee. El Nashville SC es va unir a la Major League Soccer per a la temporada 2020. El club planifica jugar els seus partits de local a Nashville Fairgrounds, en un estadi projectat per a 27.500 espectadors. El club és propietat de tres famílies bilionàries: els Ingrams, els Turners i els Wilfs.

## Història

### Futbol a Nashville
La ciutat de Nashville a comptat amb diversos equips de futbol en categories menors del futbol estatunidenc. Equips notables com el Nashville Metros (1989 - 2012) i el Nashville FC, que va jugar recentment en la National Premier Soccer League (NPSL) des de 2013 a 2016. La ciutat a més alberga als equips de futbol universitari de la Divisió I de la NCAA: el Belmont Bruins de la Universitat de Belmont i els Lipscomb Bisons de la Universitat de Lipscomb. Abans d'aquests equips, el Nashville Diamonds va participar en l'American Soccer League de 1982, llavors la segona divisió del futbol del país.
L'equip de la NPSL, Nashville FC, va ser fundat per un grup de partidaris que tenia la intenció de formar un equip operat com a propietat dels fans. El club NPSL tenia ambicions d'escalar en el sistema de lligues de futbol dels Estats Units, amb l'objectiu d'entrar a la United Soccer League, el tercer nivell del futbol estatunidenc al 2017, i després ascendir a la Divisió II de la North American Soccer League al 2020. No obstant això, el 2016, la USL va atorgar una franquícia a un grup de propietaris separat a Nashville. El Nashville FC posteriorment va vendre el nom del seu equip, el logotip i els colors del club a la nova franquícia de la USL, que es va conèixer com a Nashville SC, a canvi d'una participació de l'1 per cent en l'equip de la USL i un lloc en la seva junta directiva.

### Expansió
L'agost de 2016, un grup de líders empresarials de Nashville de diverses corporacions grans de la ciutat, van formar el Comitè Organitzador de la Major League Soccer de Nashville i van començar els esforços per a obtenir fons per a un estadi de l'MLS. El grup va fer costat totalment al recentment premiat equip d'expansió de la USL, el Nashville SC, que va començar a jugar el 2018. Tots dos grups es van donar suport mútuament en la seva visió comuna per a fer créixer l'esport a Tennessee. A l'octubre de 2017, el grup va donar a conèixer els seus plans per $ 275 milions de dòlars per a construir un estadi i un projecte de reurbanització.
L'oferta formal per a agregar una franquícia de l'MLS a Nashville va ser enviada el gener de 2017. El 4 de març de 2017, l'empresari John Ingram, sota l'entitat Nashville Holdings LLC, va comprar la major part del DMD Soccer, grup de propietaris del Nashville SC. Ingram també va pujar la seva oferta per a portar una franquícia de l'MLS a Nashville, i l'associació entre Ingram i el Nashville SC es van esforçar per presentar un projecte unit a l'MLS, després que Nashville fos nomenada una de les deu ciutats finalistes per a quatre franquícies d'expansió de l'MLS. L'agost de 2017, Mark Wilf, Zygi Wilf i Leonard Wilf es van unir com a inversors.
El 20 de desembre de 2017 es va anunciar oficialment que la ciutat de Nashville va guanyar una franquícia d'expansió per a la Major League Soccer, i que l'equip podria unir-se a la competició en el 2020.
El 21 de maig de 2018, Ian Ayre va ser anunciat com CEO de la franquícia, i el 30 d'octubre del mateix any, Mike Jacobs va ser anunciat com a gerent general.
El 20 de febrer de 2019 es va anunciar que el nom de l'equip serà Nashville Soccer Club.

## Escut i colors del club
Els colors primaris del club són el groc elèctric i el blau, els quals també eren usats pel club de la USL.
L'escut del club és un octàgon daurat amb un monograma de la lletra "N" i ratlles blaves en diagonal.

## Estadi
La franquícia planeja construir un estadi per a 27.500 espectadors, que seria inaugurat en el 2021.